# ربيع الأسمر
عبد الله ناصر الدين  والمعروف باسمه الفني ربيع الأسمر،(بالإنجليزية: ِRabih Al Asmar) وهو مغني، من أصل لبناني من بعلبك الهرمل،  تقدم لبرنامج ليالي لبنان وبرنامج ستديو الفن في وقت واحد عام 1988 ونجح في كلا البرنامجين لكنه اختار فيما بعد ليالي لبنان وفاز بالميدالية الذهبية، كانت في لجنة التحكيم الفنانة الراحلة صباح وقد تأثرت بصوته وسقطت دموعها عندما غنى أغنية «تريد تروح وتنسانا» للفنان السوري أسعد جابر  وهي من اطلقت عليه اسم ربيع.

## البداية
توفي والده الذي ورث الصوت الجميل منه في حرب لبنان في سن مبكرة، عاش ربيع طفولته في مبرة خيرية ثم دخل عالم الفن وهوه صغير كان يحلم  بأن يصبح ممثلا مثل المسرحيات وتفوق في اتقان الادوار عندما كان طفلا، بدأ يحب الغناء عندما بدأ في الاستماع إلى أغاني عازار حبيب والفنان العراقي سعدون جابر، لذا أصبح يحب هذا النوع من الغناء حتى اتقن اللهجة العراقية وصنع مزيج لنفسه.

## الألبومات الرئيسية
- سفينة نوح 1992
- انا وياك 1993
- بنص الليل 1994
- معليش 1995
- يا ام العبا 1996
- مواويل 1997
- يازمن 1998 [11]
- حمام الدوح 2000
- كتر الله امثالك 2001
- البصارة 2002
- الغربة 2003
- غلاك 2004 [12]
- ذكريات 2005
- خطوة جديدة 2006 [13]
- أجراس الخطر 2007
- آخر دمعة 2008 [14]
- إشارة إستفهام 2009 [15]
- مستنفر 2010
- شوبحبا أنا 2014 [16]
- أنا الأسمر 2016
- آمن بالحب 2012 (فردي)
- ياظالم 2015 (فردي)
- همس البنات 2017 (فردي)
- قلبي داب 2018 (فردي)
- شمس الهيبة 2019 (فردي[17])
- الأم الحنونة 2020 (فردي) [18]
- وصلت الفكرة 2020 (فردي)[19]
- شمس الحرية 2021. (فردي) [20]
- أوبريت صوت البلد مع النجم سومر الصالح 2021 (فردي)[21]
- بدّي بطّل 2021 (فردي)[22]
- يا بيبي 2021 (فردي)[23]
- أكتر من هيك 2022 (فردي)[24]
- خبرية الحب 2022 (فردي)[25]
- واحد صفر 2023[26] (فردي)
- طقيت الفتيش 2023 (فردي)[27]
- كون القوي 2023 (فردي)
- [28]موال غياب الضمير 2024 (فردي)
- نهز الدنيي 2024 (فردي)[29]

## الأعمال الدرامية
- كاميرا بيع 2010- 2011 -2012[30]
- فيلم القرار 2011 [31]
- بومب اكشن 2011[32]
- أوراق بنفسجية 2012 [33]
- زهر البنفسج 2013 [34]

## شركات الإنتاج
- شاين
- روتانا
- EMI Music Arabia
- لورد ساوند
- نجوم ميوزك
- الأولى للإعلام
- ستار الأرز